# تارین سیمون
تارین سیمون (انگلیسی: Taryn Simon؛ زادهٔ ۴ فوریهٔ ۱۹۷۵) عکاس اهل ایالات متحده آمریکا است.
او همچنین برنده جوایزی همچون کمک هزینه گوگنهایم شده‌است.